# Friedrich-Wilhelm Grunewald
Friedrich-Wilhelm Grunewald (* 8. Januar 1920 in Bad Salzuflen; † 30. Juli 2001 in Waldbrunn) war ein Offizier in der Luftwaffe der Wehrmacht und später der Luftwaffe der Bundeswehr, zuletzt Brigadegeneral. Danach war er Bundesvorsitzender der Kleinpartei Patrioten für Deutschland.

## Leben
Grunewald trat 1938 freiwillig in die Luftwaffe der Wehrmacht ein und kam zur Flugzeugführerschule nach Fürstenfeldbruck. Im Januar 1941 wechselte er zur Jagdfliegerschule nach Werneuchen, bevor er am 1. August 1941 in die Ergänzungsstaffel des Jagdgeschwaders 77 versetzt wurde. Am 22. August 1941 ging er dann zur 7. Staffel dieses Geschwaders, das mit seinen Jagdflugzeugen vom Typ Messerschmitt Bf 109 E dem IV. Fliegerkorps der Luftflotte 4 im Krieg gegen die Sowjetunion unterstellt war. Er blieb bei diesem Geschwader bis zum 5. Februar 1943 und wechselte dann, inzwischen als Leutnant, zum Schlachtgeschwader 2 und wurde Adjutant der I. Gruppe. Mit diesem Geschwader nahm er am Unternehmen Zitadelle teil, als es dem VIII. Fliegerkorps der Luftflotte 4 im Süden der Ostfront zugeteilt war. Am 11. November 1943 erreichte ihn die Beförderung zum Oberleutnant und im Oktober 1944 ging er zum Schlachtgeschwader 10, um die 4. Staffel als Staffelkapitän zu übernehmen. Am 8. April 1945 wurde er nahe Wien von einer sowjetischen Lawotschkin La-5 abgeschossen und flog danach aufgrund der erlittenen Verletzungen bis Kriegsende nicht mehr.
Grunewald trat 1956 in die Luftwaffe der Bundeswehr ein, war zunächst Personaloffizier im Luftwaffenausbildungsregiment 1 in Uetersen und ab 1957 Dezernent Straßenwesen in der Transportkommandantur in Münster. Von 1959 bis 1960 absolvierte er an der Führungsakademie der Bundeswehr in Hamburg den 3. Generalstabslehrgang Luftwaffe. Danach war er G3 Op1 im Kommando Territoriale Verteidigung in Bad Godesberg, ab 1960 A3-Offizier Mobilmachung und Alarmwesen in der Luftwaffengruppe Nord in Münster, ab 1961 Dezernent Studiengruppe Luftwaffe an der Führungsakademie der Bundeswehr in Hamburg, ab 1964 Referent im Referat V 7 der Abteilung Personal im Bundesministerium der Verteidigung in Bonn, ab 1968 Referatsleiter im Führungsstab der Luftwaffe, Stabsabteilung IV, ab 1969 Leiter der Studiengruppe Militärpolitik im Amt für Studien und Übungen der Bundeswehr in Bergisch Gladbach, ab 1971 stellvertretender Befehlshaber und Chef des Stabes im Wehrbereich IV in Mainz und ab 1975 stellvertretender Befehlshaber und Chef des Stabes im Territorialkommando Süd in Mannheim. Mit Ablauf des März 1980 wurde er in den Ruhestand versetzt.
Anschließend war er Bundesvorsitzender der Kleinpartei Patrioten für Deutschland, deren Ausrichtung er selbst als rechts von der CDU und links von der Partei Die Republikaner und Konservativen bezeichnete. Die Zielsetzung war die „moralische und kulturelle Erneuerung unseres Volkes“ und gegen den „Ausverkauf der nationalen Interessen“.
Grunewald war verheiratet und hatte zwei Kinder.

## Auszeichnungen
- Eisernes Kreuz I. Klasse
- Frontflugspange für Schlachtflieger in Gold
- Verwundetenabzeichen in Schwarz